# Polovinskij rajon
Il Polovinskij rajon (in russo Половинский район?) è un rajon dell'Oblast' di Kurgan, nel Bassopiano della Siberia occidentale.